# Думбадзе, Нина Яковлевна
Ни́на Я́ковлевна Думба́дзе (груз. ნინო  დუმბაძე; 23 января 1919, Одесса — 14 апреля 1983, Тбилиси) — советская легкоатлетка.
Заслуженный мастер спорта СССР (1943). Выступала за Одессу — спортивное общество «Пищевик» (1936—1937), Тбилиси — спортивное общество «Динамо» (с 1938).
Чемпионка Европы 1946, 1950, бронзовый призёр Олимпийских игр 1952 в метании диска. В 1946 году первой в мире метнула диск за 50 м (результат не был зарегистрирован в качестве мирового рекорда, так как СССР ещё не был членом IAAF, но признаётся IAAF как первый в истории бросок дальше 50 м); в течение более чем 20 лет была неофициальной (1939—1948) и официальной (1948—1960 с коротким перерывом в 1952) рекордсменкой мира. 8-кратная чемпионка СССР (1939—1950); результата, с которым она стала чемпионкой СССР 1948 года (50,19 м), было бы достаточно для завоевания золотой медали Олимпийских игр 1948 года, где победила Мишлин Остермайер (41,92 м).

## Биография
Отец, Яков Константинович, окончив Берлинский медицинский институт, работал в Одессе врачом. Мать, баронесса Матильда фон Икскюль, шведка по происхождению; Яков и Матильда поженились в Германии. В 1935 году Яков Думбадзе был репрессирован, получив 5 лет лагерей; по возвращении он жил у Нины в Тбилиси.

### Спортивная карьера
Нина пришла в спорт в 16 лет, в 1935 году; до этого она занималась балетом. Её результаты в прыжках в высоту (1,40 м) и в длину (4,80) для того времени были очень хорошими, и у неё были предпосылки для отличных результатов в многоборье. Но затем на соревнованиях по прыжкам в длину с места она получила тяжёлую травму; врачи советовали навсегда уйти из спорта, однако она не смирилась и занялась метанием диска.
В метании диска Нина быстро добилась успехов: в самом начале сезона 1937 года она показала результат 37 м, а в конце года трижды улучшала рекорд СССР, доведя его до 45,78 м.
После сезона 1937 года Нина переехала в Тбилиси. Там её тренером, а позднее и супругом стал Борис Дьячков (1902—1986). (Впоследствии их сын Юрий Дьячков, родившийся в 1940 году, стал известным десятиборцем, чемпионом СССР 1965 и 1966 годов.)
В 1939 году Нина первой из советских спортсменок превысила мировой рекорд в олимпийской дисциплине — 49,11 м (официальный рекорд — 48,31 м — принадлежал Гизеле Мауэрмайер). В 1939—1950 годах она выиграла все важнейшие соревнования, в которых участвовала. В 1951 году она хотя и улучшила в начале сезона мировой рекорд (53,37 м), но проиграла чемпионат СССР — чемпионкой стала Нина Ромашкова (49,78 м против 44,82 м у Думбадзе).
На Олимпийских играх 1952 года Думбадзе заняла третье место (46,29 м), не сумев приблизиться к своим лучшим результатам; её опередили Нина Ромашкова (51,42 м) и Елизавета Багрянцева (47,08 м). В октябре Думбадзе вернула себе мировой рекорд, превысив установленный незадолго до этого Ромашковой сразу на 2,43 м; этот рекорд (57,04 м) продержался до 1960 года, когда был побит Тамарой Пресс.
Результаты Думбадзе входили в десятку лучших результатов мира в течение 20 лет (1937—1956, кроме 1941), 13 раз она была лидером мирового сезона (1937, 1939, 1943—1952, 1954).
В своих последних соревнованиях, II Спартакиаде народов СССР 1959 года, Думбадзе принимала участие вместе с сыном Юрием Дьячковым.

### После ухода из большого спорта
В конце 1950-х — начале 1960-х годов — аспирант и одновременно преподаватель кафедры легкой атлетики Грузинского института физкультуры. Работала тренером по легкой атлетике, возглавляла комплексную школу высшего спортивного мастерства при Спорткомитете Грузинской ССР.
Нину Думбадзе называют в числе трёх женщин, послуживших моделями для фигуры «Родины-матери» на Мамаевом кургане.

## Спортивные достижения
|       | Метание диска | Метание диска |
| Место | Результат     |               |
| ----- | ------------- | ------------- |
| 1952  | 3-е место     | 46,29 м       |

|       | Метание диска | Метание диска |
| Место | Результат     |               |
| ----- | ------------- | ------------- |
| 1946  | чемпионка     | 44,52 м       |
| 1950  | чемпионка     | 48,03 м       |

|       | Метание диска | Метание диска |
| Место | Результат     |               |
| ----- | ------------- | ------------- |
| 1951  | чемпионка     | 51,24 м       |

|       | Метание диска | Метание диска |
| Место | Результат     |               |
| ----- | ------------- | ------------- |
| 1939  | чемпионка     | 46,83 м       |
| 1940  |               |               |
| 1943  | чемпионка     | 48,77 м       |
| 1944  | чемпионка     | 49,88 м       |
| 1945  |               |               |
| 1946  | чемпионка     | 46,63 м       |
| 1947  | чемпионка     | 44,48 м       |
| 1948  | чемпионка     | 50,19 м       |
| 1949  | чемпионка     | 52,27 м       |
| 1950  | чемпионка     | 51,02 м       |
| 1951  | 3-е место     | 44,82 м       |
| 1952  | 2-е место     | 51,36 м       |
| 1953  | 3-е место     | 46,70 м       |
| 1954  | 2-е место     | 48,19 м       |
| 1955  | 2-е место     | 53,52 м       |

Рекорды СССР
```
метание диска      42,13            12.09.1937   
Москва

                   44,51            14.09.1937   
Киев

                   45,78             7.10.1937   
Ереван

                   47,33            15.10.1938   
Баку

                   49,11  
выше РМ
   18.09.1939   
Москва

                   49,54  
выше РМ
   29.10.1939   
Тбилиси

                   49,88  
выше РМ
   14.08.1944   
Москва

                   50,50  
выше РМ
   29.08.1946   
Сарпсборг
 (Норвегия)     
Первая в истории — лучше 50 м.

                   53,25     
РМ
      8.08.1948   
Москва

                   53,37     
РМ
     27.05.1951   
Гори

                   57,04     
РМ
     18.10.1952   
Тбилиси
```

## Награды
- Орден Трудового Красного Знамени
- Орден «Знак Почёта» (27.04.1957) — за успехи, достигнутые в деле развития массового физкультурного движения в стране, повышения мастерства советских спортсменов, и успешное выступление на международных соревнованиях
- Орден Красной Звезды (24.02.1946)
- медали

### Спортивные результаты
- Лёгкая атлетика. Справочник / Составитель Р. В. Орлов. — М.: «Физкультура и спорт», 1983. — 392 с.